# Darwinia (игра)
Darwinia (с англ. — «Дарвиния») — вторая компьютерная игра от британской компании Introversion Software, выпущенная 4 марта 2005 года. Игра выполнена в графическом стиле, имитирующим старые компьютерные игры. По замыслу игры, Дарвиния — цифровой заповедник, в котором живёт разумная форма жизни — дарвинианцы (англ. Darwinians), обладающие несложным, но развивающимся искусственным интеллектом и, кроме того, душой. На момент сюжетной линии игры система Дарвинии поражена вирусом, цель игрока — спасти заповедник и его обитателей. Игра имеет вторую часть — Multiwinia.

## Сюжет игры и устройство мира Дарвинии

Пейзаж из игры

Дарвиния разработана доктором Сепульведой (англ. Dr. Sepulveda) внутри компьютеров Protologic 68000, с целью исследования искусственного интеллекта. Визуально мир Дарвинии представляет собой полигональную сферу, на внутренней поверхности которой обитает разумная жизнь. Некоторые сегменты сферы отсутствуют, что позволяет наблюдать окружающее пространство — множество переплетённых светящихся нитей, представляющих собой визуальное выражение всемирной паутины. Территория Дарвинии представлена островами, разделёнными «мировым океаном». Острова различаются формами ландшафта, внешним видом и назначением. Все важнейшие территории Дарвинии связаны магистральными портами — системой сообщения, в виде пространственных ворот.
На территории заповедника доктором Сепульведой было выращено более десяти тысяч поколений дарвинианцев, в результате чего были накоплены значительные сведения об искусственном интеллекте, поведении, обычаях и повадках дарвинианцев. После успеха проекта доктор Сепульведа открыл Дарвинию для любопытных и стал проводить своеобразные «экскурсии» внутрь заповедника.
Спустя некоторое время, по неосторожности создателя и жителей Дарвинии, она была заражена вирусом из глобальной паутины.
В этот момент Дарвинию посещает игрок. Доктор Сепульведа просит его о помощи в борьбе с вирусом. Игрок соглашается и при помощи создателя очищает различные регионы заповедника и восстанавливает популяцию дарвинианцев.

## Литературные истоки
Геймплей основан на одноимённом романе канадского писателя-фантаста Роберта Ч. Уилсона. Русская рецензия на книгу принадлежит Александру Малиновскому.

## Графические особенности
Одной из особенностей Дарвинии является графика. Игра оформлена очень просто, примерно так же, как родоначальники жанра стратегий: угловатые формы, простые объекты и минимальные требования к видеосистеме. Но создателями Darwinia подразумевалось, что дарвинианский мир не игра, а действительно существующая и созданная (именно на старых компьютерах) виртуальная вселенная.

## Геймплей
Дарвиния не относится ни к одному из известных жанров игр. Она включает в себя элементы головоломки, стратегии реального времени и экшена. Игрок обозревает мир Дарвинии и способен запускать программы — юниты, с помощью которых он осуществляет воздействие на мир.
Игрок способен запускать ограниченное число программ, через Менеджер задач (англ. Task Manager). В игре для запуска программ используются мышиные жесты — для вызова той или иной программы необходимо нарисовать её знак в Менеджере задач, после чего выбрать точку на местности, в которой появится эта программа. Большинство программ могут быть расположены только вблизи контрольных башен, только Инженер может быть расположен не только рядом с контрольной башней, но и вблизи Отряда.
В игре не представлены ресурсы (за исключением душ живых существ) — любая программа может быть вызвана неограниченное количество раз, единственным ограничением является количество одновременно запущенных программ. Противники в игре представлены вирусами — агрессивными юнитами, обладающими способностями к активному передвижению и размножению. Большинство вирусов в игре имеют души. Цель игры — очистить Дарвинию от вирусов, в связи с чем игрок посещает регионы заповедника и выполняет в них различные задачи, среди которых, кроме уничтожения вирусов есть множество дополнительных действий.

## Разработка
Разработчики вдохновились на производство игры во время эксперимента Indie Game Jam, когда на одном экране программисты одновременно создавали десятки тысяч спрайтов. Так возникла идея игры с большим количеством единиц на экране. Спустя несколько месяцев разработчики представили концепцию геймплея Darwinia.
Бета-тестирование демо-версии игры началось 27 августа 2004 года, полная версия была готова для бета-тестирования 26 ноября того же года. Спустя три месяца на сайте Darwinia появился демо-уровень игры. Выход игры в Европе состоялся 4 марта 2005 года, в США — 12 июня 2006 года.
28 апреля 2005 года появился первый патч, благодаря которому были внесены улучшения в систему выбора единиц, а также многочисленные обновления моддинга. Ещё один патч был выпущен в сентябре 2005 года. Он предлагал игрокам использовать сочетание клавиш для создания блоков вместо системы жестов. Darwinia стала распространяться через Steam с 14 декабря 2005 года, тогда же появились локализованные версии игры.
Патч за 10 марта 2006 года внёс возможность настройки сложности игры от 1 до 10. Настройки влияли на количество, скорость и здоровье монстров. 31 января 2007 года мир увидел эксклюзивную версию Darwinia с дополнительными уровнями.
18 апреля 2022 года, в честь «10000-летия» игры, было выпущено обновление для сервисов Steam и GOG. Оно включает в себя обновленную графику, многочисленные исправления, поддержку объемного звука до 7.1 и интеграцию Steam (также с поддержкой для Steam Deck).

## Обзоры и награды
| Сводный рейтинг       | Сводный рейтинг           |
| Агрегатор             | Оценка                    |
| --------------------- | ------------------------- |
| GameRankings          | ПК: 85,57 % X360: 81,68 % |
| Metacritic            | 84/100                    |
| Иноязычные издания    |                           |
| Издание               | Оценка                    |
| 1UP.com               | A                         |
| Eurogamer             | 9/10                      |
| G4                    | 5/5                       |
| GameSpot              | 8,5/10                    |
| Русскоязычные издания |                           |
| Издание               | Оценка                    |
| Absolute Games        | 83 %                      |

На сайте Metacritic Darwinia получила оценку в 84 балла на основе 46 обзоров.
В 2006 году игра стала победительницей в трёх номинациях на Independent Games Festival, получив гран-при Шеймуса Макнэлли (Seumas McNally) и награды за «Инновации в визуальном искусстве» и «Техническое превосходство».